# بنك البرتغال

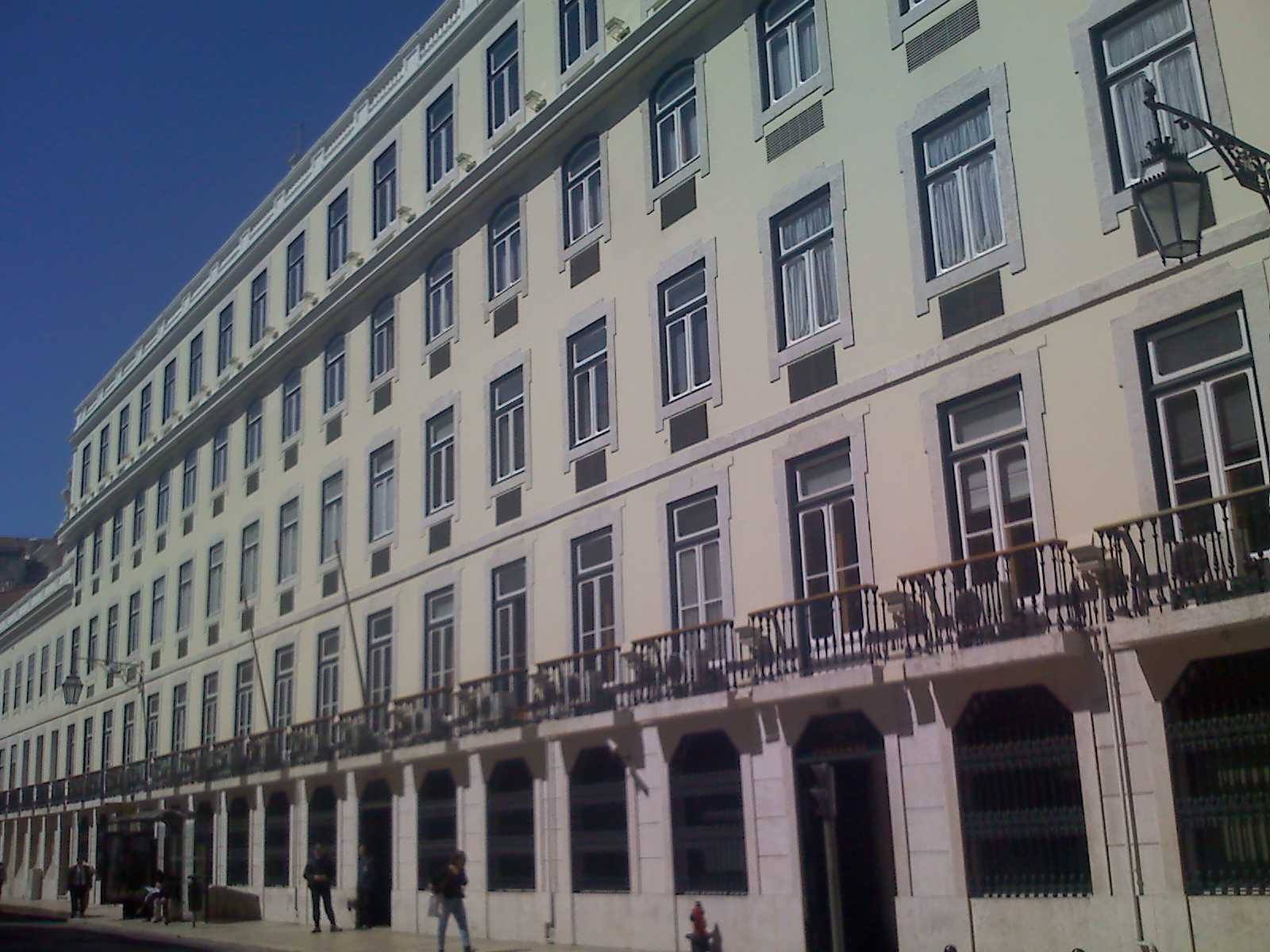
مقر البنك في لشبونة

بنك البرتغال (بالإنجليزية: Bank of Portugal) هو البنك المركزي الرسمي للجمهورية البرتغالية.

## روابط خارجية
- الموقع الرسمي لبانكو دي البرتغال
- ليستا دي بانكوس إم البرتغال
- بانكو أوروبا الوسطى